# Villa Zanders

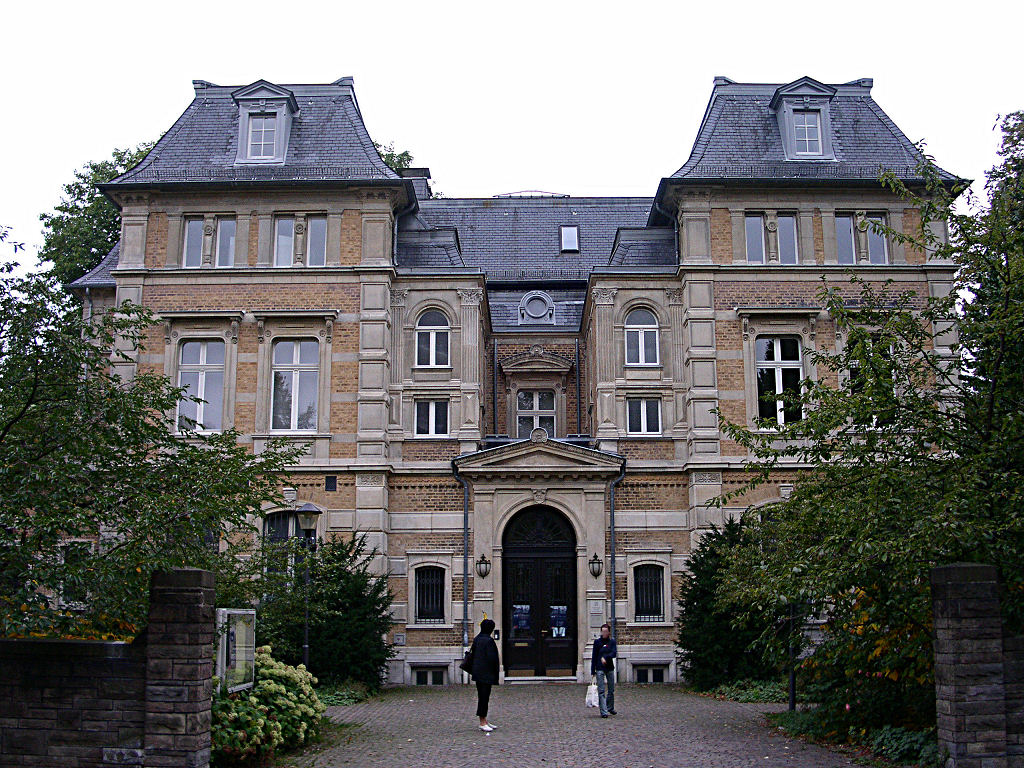
Villa Zanders (September 2006)

Das Kunstmuseum Villa Zanders ist die ehemalige Villa, erbaut 1873/74, der Unternehmerfamilie Zanders in Bergisch Gladbach im Rheinisch-Bergischen Kreis (Nordrhein-Westfalen). Sie steht unter Denkmalschutz und ist seit 1992 als Kunstmuseum für Besucher geöffnet. Zunächst als „Städtische Galerie Villa Zanders“ bezeichnet, wurde sie 2014 in „Kunstmuseum Villa Zanders“ umbenannt.

## Geschichte

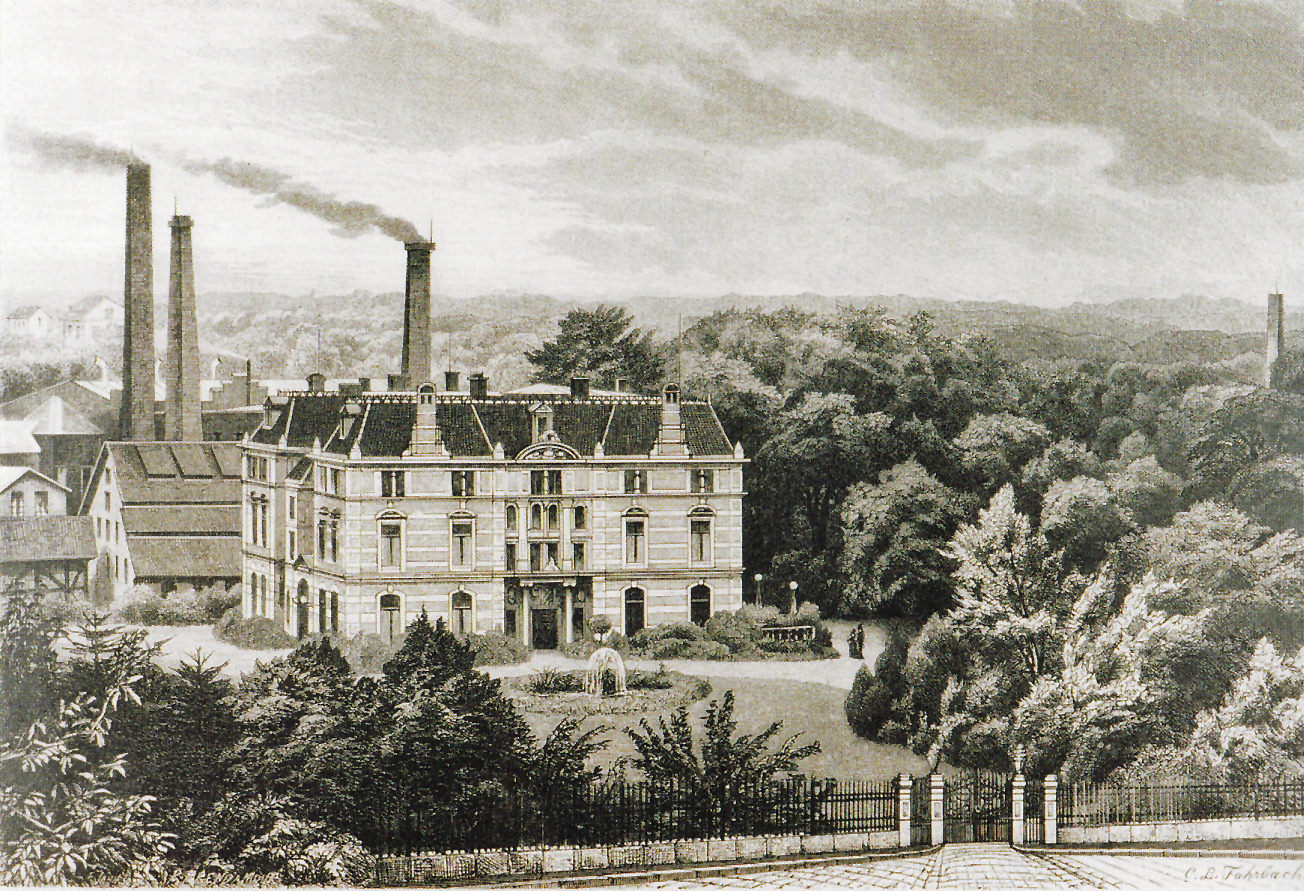
Villa Zanders von Nordosten mit der Schnabelsmühle; Holzstich von Richard Brend’amour nach Carl Ludwig Fahrbach um 1880

Die herrschaftliche Villa Zanders, ursprünglich nur durch den Park von der benachbarten Papierfabrik getrennt, wurde von 1873 bis 1874 für Maria Zanders, die Witwe des früh verstorbenen Papierfabrikanten Carl Richard Zanders, nach Plänen des renommierten Kölner Architekten Hermann Otto Pflaume errichtet. Sie lag ursprünglich inmitten einer kleinen Parkanlage, von der nur noch Reste erhalten sind. Maria Zanders lebte 30 Jahre in der Villa, bis zu ihrem Tod 1904. Nach ein paar Jahren Leerstand zog ihr Sohn Hans Zanders ein, nach dessen Tod im Jahr 1915 lebte seine Witwe dort bis 1932. 
Das Anwesen ging 1932 in das Eigentum des alten Rheinisch-Bergischen Kreises und später durch einen Grundstückstausch in das der Stadt Bergisch Gladbach über. Lange Zeit diente es als Verwaltungssitz der beiden Behörden. In den 1970er Jahren wurde die Villa baufällig, es drohte der Abriss. Am 23. Juni 1982 wurde die Villa Zanders als Nr. 20 in die Liste der Baudenkmäler in Bergisch Gladbach eingetragen. Von 1985 bis 1992 wurde das Gebäude saniert. Der „Rote Salon“ stand früher für standesamtliche Trauungen bereit.
1992 wurde die Villa als „Städtische Galerie Villa Zanders“ wieder eröffnet. Heute beherbergt sie das städtische Kunstmuseum und bildet zusammen mit dem benachbarten Bürgerhaus „Bergischer Löwe“ das kulturelle Zentrum der Stadt und der Region. Im Fokus der Aktivitäten steht Kunst aus und mit Papier, um die Geschichte des Hauses zu würdigen.

## Architektur
Die Fassaden des dreigeschossigen Baus aus Backstein-Mauerwerk werden durch Naturstein-Elemente im Stil der französischen Renaissance gegliedert. Die Risalitbildung, die vertikale Betonung und das Motiv des Triumphbogens sind charakteristisch. Das Mansarddach ist durch Gauben belebt; das Dachgesims und die Kaminaufbauten sind nicht erhalten. Ein zeitgenössischer Holzstich zeigt, dass die Bauten der ehemaligen Papierfabrik Schnabelsmühle ziemlich nahe an die südliche Seite der Villa heranreichten.

## Kunstmuseum Villa Zanders
Ab 1986 wurde das Gebäude saniert. Seit dieser Zeit brachte man hier die Verwaltung für die städtischen Museen und besonders das Kunstmuseum Villa Zanders unter. Dieses wurde ab dem 1. September 2012 von der Kunsthistorikerin Petra Oelschlägel geleitet. Sie verließ das Museum zum 1. April 2024, um „mehr Zeit für Menschen, Kunst und das Reisen zu haben.“ Ihre Nachfolgerin ist die promovierte Kunsthistorikerin Ina Dinter.
Im Gebäude befinden sich auch die Archive der Museen sowie Literatur, Karten- und Bildmaterial. Im Keller ist eine wertvolle Fossiliensammlung aus der Paffrather Kalkmulde eingelagert, von der ein kleiner Teil in einer Ausstellung im Bürgerhaus „Bergischer Löwe“ zu sehen ist. 
Das Haus zeigt unterschiedliche Kunst auf drei Etagen:
- Im historischen Ambiente des Erdgeschosses wird hauptsächlich spätromantische Malerei der Düsseldorfer Malerschule aus der Zeit von Maria Zanders gezeigt, darunter Werke von Künstlern wie Johann Wilhelm Schirmer, Carl Ludwig Fahrbach und dem aus Bergisch Gladbach stammenden Johann Wilhelm Lindlar.
- Die beiden neutral gestalteten Obergeschosse sind zur Präsentation von Wechselausstellungen moderner Kunst vorgesehen. Hier finden Ausstellungen junger Künstler und auch Präsentationen klassischer Kunst statt.
- An erster Stelle steht die hauseigene Sammlung „Kunst aus Papier“. Sie umfasst ca. 400 Werke von internationalen Künstlern und erinnert an die 400-jährige Tradition der Stadt als Ort der Papierherstellung.
- Die Artothek hält über tausend Kunstwerke zur Ausleihe vor. Für eine begrenzte Zeit kann man sich hier zum Beispiel ein Original von Joseph Beuys für die eigenen vier Wände ausleihen.[1] Diese ist seit 1993 eröffnet und spiegelt die internationale künstlerische Entwicklung seit der Nachkriegszeit bis heute.

### Sonderausstellungen seit 2010 (Auswahl)
- 2010/2011: Die multiplizierte Natur. Schirmer und die Druckgraphik, 2010, Johann Wilhelm Schirmer. Vom Rheinland in die Welt.
- 2011: Heinz Zolper, Wahrnehmung und Glaube I Variationen zur Lemniskate.
- 2012/2013: Salonstücke RELOADED. Künstlerräume.
- 2013: Norbert Prangenberg. „Winterreise“.
- 2014: Monika Grzymala. – Rückbau.[6]
- 2014: Ines Hock: Line to Line.[7]
- 2016: Heike Weber – 23.
- 2016: Achtung Kulturgut. Die Sammlung Kunst aus Papier.
- 2016: Schwarzarbeit – Die Magie des Dunklen.
- 2017: Karin Sander – Identities on Display.
- 2017: Freunde treffen sich – revisited. Manfred Boecker, Rainer Gross, Wolfgang Niedecken.
- 2017/2018: in der Reihe „Ortstermin“: Mary Bauermeister. Zeichen, Worte, Universen.
- 2018: Reinhold Koehler – Décollagen.
- 2018/2019: Karlheinz Stockhausen – Klang Bilder.
- 2019: Tina Haase. unbedingt.
- 2019: KUNST ist immer eine Behauptung. SAMMELN auch. 50 Jahre Sammlung Kraft, Kurator Hartmut Kraft
- 2019: Stefan Wewerka – Dekonstruktion der Moderne.
- 2020: Neu aufgestellt; Neuerwerbungen, Schenkungen, Dauerleihgaben und mehr.
- 2020: in der Reihe „Ortstermin“: „Es wird einmal gewesen sein“ Jutta Dunkel – Martin Rosswog.
- 2021: Hede Bühl imago. Arbeiten auf Papier.
- 2021: Aus Papier! Ein Album zur Sammlung „Kunst aus Papier.“
- 2021/2022: in der Ausstellungsreihe „Wandelhalle“: Gesa Lange. Filament.
- 2021/2022: Peter Tollens. Something to live for.
- 2021/2022: Kabinettausstellung: Wir Lichtgestalten.
- 2022: Kabinettausstellung: Otto Nemitz. Malerei wird Raum.
- 2022: Katharina Hinsberg. Still Lines.
- 2022: Inge Schmidt.
- 2022/2023: Bibliomania. Das Buch in der Kunst. Malerei, Zeichnung, Fotografie, Film, Installation, Buchobjekte, Künstlerbücher.
- 2023: Mechtild Frisch. Sehstücke.
- 2023: Rainer Plum. Im Fluss der Linien.
- 2023/2024: Oskar Holweck. Meister der Reduktion.
- 2024: Martin Noël – Otto Freundlich. Die Entdeckung der Moderne.[8]
- 2024: Kabinettausstellung: HONIG für Kunst und Gesellschaft
- 2024: Jenny Michels. Soft ruins
- 2024/25: Paper / Elements. Kunst aus Papier und die vier Elemente
- 2024/25: Ruth Marten. All about Eve
- 2025/26: Eckart Hahn. Papiertiger